# Institut européen pour la prévention et le contrôle de la criminalité
L' Institut européen pour la prévention et le contrôle de la criminalité (en finnois : Euroopan kriminaalipolitiikan instituutti, en anglais : The European Institute for Crime Prevention and Control, sigle HEUNI), est un organisme des Nations unies. 

## Présentation
HEUNI a son siège à Helsinki et couvre l'ensemble de l'Europe. 
La mission de HEUNI est d'aider à la mise en œuvre des décisions et recommandations de politique pénale des Nations unies.